# Khachapuri

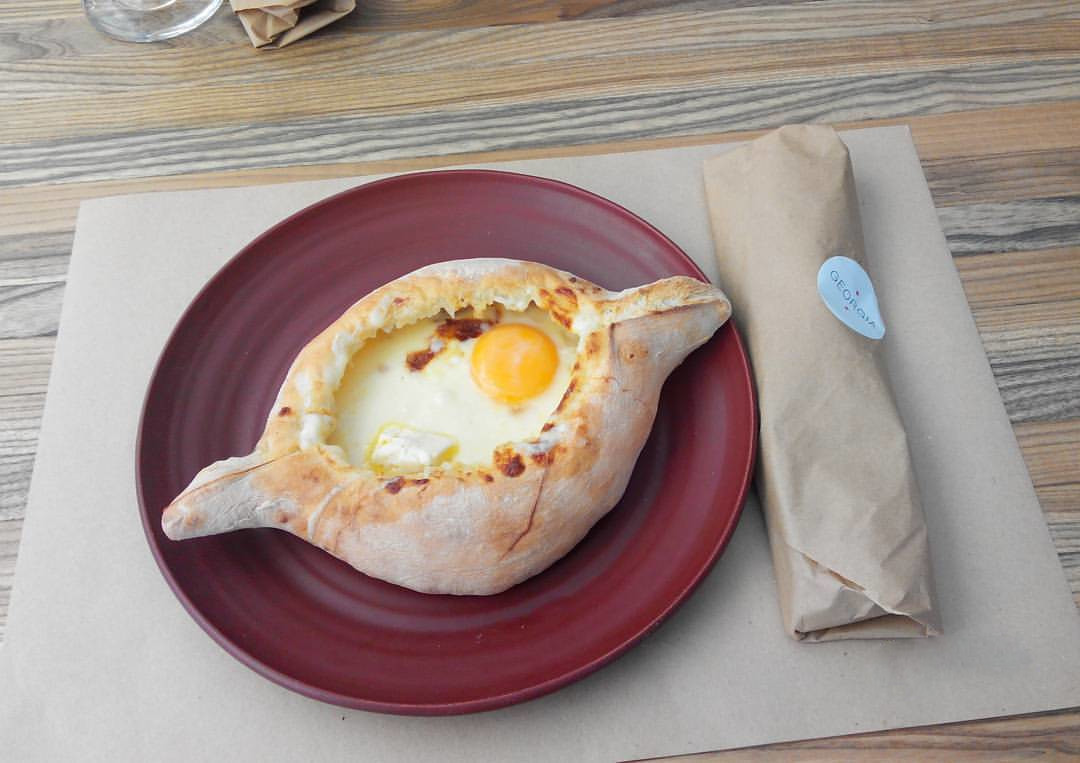
Khachapuri

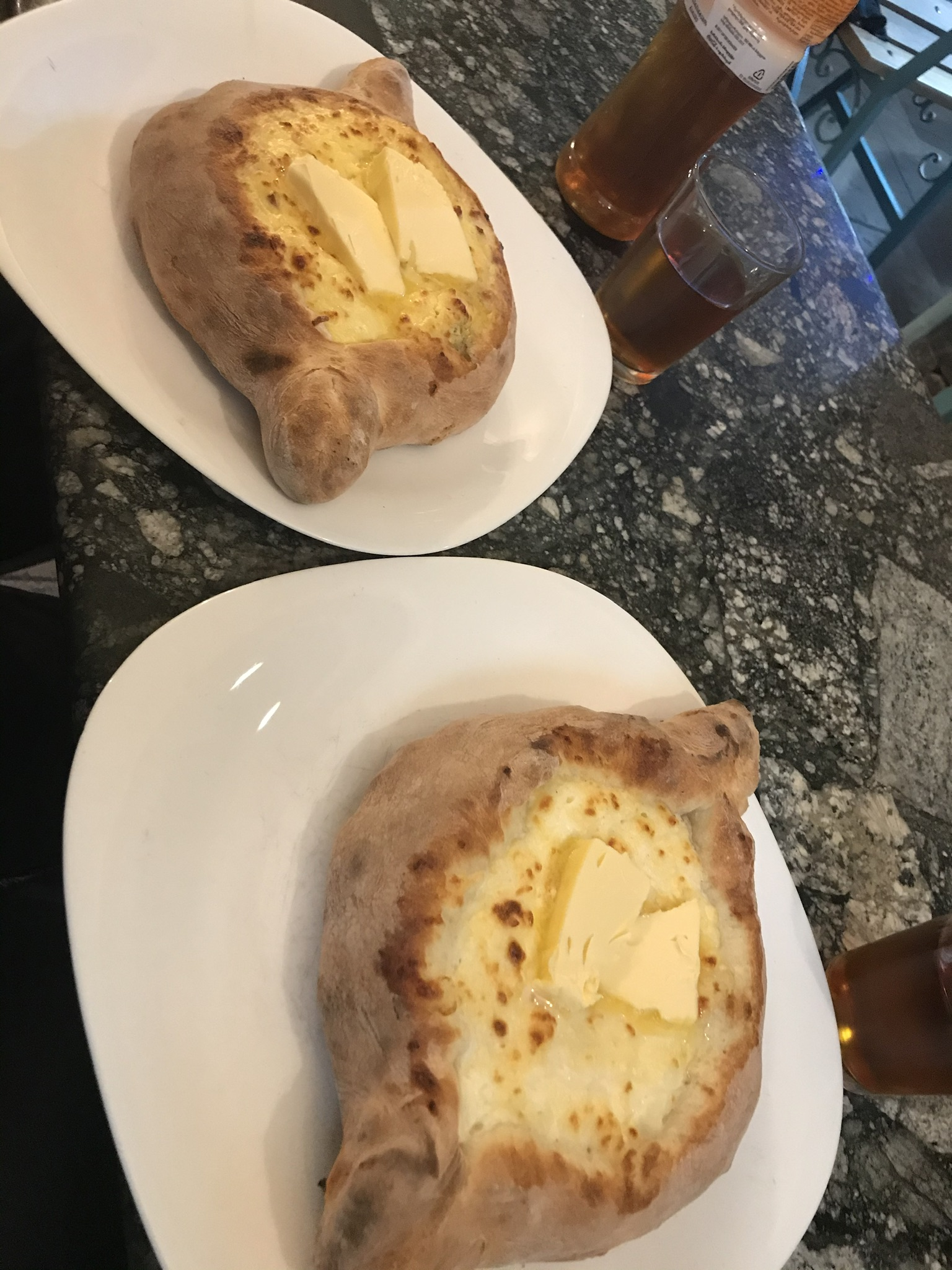
Khachapuri na Geórgia

Khachapuri (ხაჭაპური, em língua georgiana) é um pastel recheado com queijo, considerado uma das iguarias nacionais da Geórgia. É uma das primeiras iguarias que se oferecem a um convidado.
Pode também ser considerado um pão ou uma espécie de pizza. É preparado com uma massa de farinha de trigo com água, leite, levedura e óleo, que é transformada numa bola e deixada a levedar, antes de ser tendida da forma e tamanho desejados. Para além das variantes individuais, existem as regionais, entre as quais o “imeruli” (იმერული ხაჭაპური, em língua georgiana), ou khachapuri da Imerícia, de forma circular, geralmente servido em fatias; o “megruli” (მეგრული ხაჭაპური), de Mingrélia, circular e com queijo por cima; e o “ajaruli” ou “acharuli” (აჭარული ხაჭაპური) de Adjara com a forma duma gôndola, normalmente servido com um ovo cru e manteiga.
O khachapuri tem uma importância tão grande na economia da Geórgia, que o ISET Policy Institute da Universidade de Tbilizi, desenvolveu o “Khachapuri Index Project”, inspirados no “Big Mac Index” da revista “The Economist”, para calcular a inflação no país; o índice inclui, não só o custo dos ingredientes necessários para preparar um “imeruli” (aparentemente a variedade mais importante), mas tambem a energia necessária.